# Кумано (Хіросіма)

34°20′9″ пн. ш. 132°35′4″ сх. д. / 34.33583° пн. ш. 132.58444° сх. д.
Кума́но (яп. 熊野町, くまのちょう, МФА: [kumano t͡ɕoː]) — містечко в Японії, в повіті Акі префектури Хіросіма. Засноване 1 жовтня 1918 року.　Відоме виробництвом найкращих у Японії пензлів, що використовуються у каліграфії і косметиці. Станом на 1 жовтня 2007 площа містечка становила 33,62 км². Станом на 1 червня 2011 населення містечка становило 24 355 осіб.